# اوشیتسکا (مجموعه تلویزیونی)
اوشیتسکا (لهستانی: Osiecka) یک مجموعهٔ تلویزیونی زندگی‌نامه‌ای لهستانی است که در سال ۲۰۲۰ منتشر شد. این سریال برپایهٔ زندگی آگنیشکا اوشیتسکا ساخته شده و در آن به برخی از واقعیت‌های هنری، اجتماعی و سیاسی آن دوران پرداخته شده، و چشم‌اندازی است از زندگی فرهنگی و اجتماعی ورشو و لهستان در طول چندین دهه متمادی. اگرچه در این سریال به کل زندگی اوشیتسکا پرداخته نشده، اما توانست میلیون‌ها بیننده را به خود جذب کند. از دیگر شخصیت‌های مشهوری که در این سریال به نحوی به آنها اشاره شده می‌توان از زبیگنیف سیبولسکی، بوگومیو کوبی‌یلا، الژبیتا چیژفسکا و یرمی پشیبورا نام برد.

## گزیدهٔ بازیگران
- الیزا ریتسمبل
- ماگدالنا پوپوافسکا
- ماریا پاکولنیس
- یان فریچ
- دومینیکا کلوژنیاک
- آلکساندرا کونیچنا
- کارولینا پیخوتا
- کاتاژینا ژاک
- کاتاژینا گنیفکوفسکا
- تادئوش خودتسکی
- ماگدالنا اسمالارا
- پیوتر ژورافسکی
- آنا چیِشلاک
- کارولینا بروخنیتسکا
- گژگوش ماوِتسکی
- پائولینا هولتز
- میکووای رُزنرسکی
- الکساندرا پیسولا
- پائولینا والنجیاک
- آدام تورچیک
- توماش تیندیک